# Macrodanuria elongata
Macrodanuria elongata es una especie de mantis de la familia Mantidae.

## Distribución geográfica
Se encuentra en Costa de Marfil, Gabón, Ghana,  Guinea y Camerún.